# ITA Airways
Die Italia Trasporto Aereo S.p.A., dba ITA Airways, mit Sitz in Rom ist die nationale Fluggesellschaft Italiens. Sie ist Mitglied der Lufthansa Group, der 41 % der ITA-Anteile gehören. Ihre beiden Drehkreuze befinden sich an den Flughäfen Rom-Fiumicino und Mailand-Linate. Die seit dem 29. Oktober 2021 bestehende Mitgliedschaft in der Luftfahrtallianz SkyTeam endete zum 30. April 2025.
Die 2020 gegründete ITA Airways ersetzte am 15. Oktober 2021 den Flugbetrieb der Alitalia. Deren Markenrechte hatte ITA Airways zuvor für 90 Millionen Euro erworben, vor allem um übernommene Flugzeuge der Alitalia mit deren Logo und Bemalung weiter betreiben zu können. Im weiteren Verlauf ließ ITA Airways die Marke Alitalia vorübergehend zugunsten des eigenen Markenauftritts ruhen. Seit Anfang 2025 verwendet ITA Airways im Außenauftritt den Slogan Inspired by Alitalia und plant, die Marke Alitalia im Langstreckensegment wieder zu verwenden.

## Geschichte

### Ursprünge
Die 1946 gegründete Alitalia, die nationale Fluggesellschaft Italiens, die sich bis 2009 in Staatsbesitz befand, wurde nach einer Umstrukturierung ein Privatunternehmen. Nach mehreren gescheiterten Versuchen, die Fluggesellschaft wieder profitabel zu machen, wurde diese 2017 unter außerordentliche Verwaltung gestellt. Nachdem die Regierung am 17. Mai 2017 eine Verstaatlichung der Fluggesellschaft noch ausgeschlossen hatte, wurde sie offiziell zur Versteigerung angeboten.
Nach mehreren gescheiterten Verhandlungen mit großen Fluggesellschaften sowie der nationalen italienischen Eisenbahngesellschaft Ferrovie dello Stato Italiane übernahm der italienische Staat die Alitalia im März 2020. Die Übernahme durch die Regierung war zum Teil auf die Überzeugung zurückzuführen, dass die Fluggesellschaft die Auswirkungen der COVID-19-Pandemie alleine nicht überstehen könne. Die Regierung begann dann mit der Abwicklung der Aktiengesellschaft und bereitete mit drei Gesetzesdekreten die Gründung einer neuen nationalen Fluggesellschaft vor.
Auf dieser Grundlage erließ das italienische Finanzministerium zusammen mit drei anderen Ministerien am 9. Oktober 2020 ein Dekret, mit dem vom üblichen (notariellen) Prozedere abweichend die Aktiengesellschaft Italia Trasporto Aereo S.p.A. gegründet und die Mitglieder ihrer Leitungs- und Aufsichtsgremien mit sofortiger Wirkung ernannt wurden. Die notarielle Beurkundung dieses Vorgangs erfolgte am 11. November 2020 in Rom. Vom Moment der Gründung bis zur Teilprivatisierung Anfang 2025 hielt das Finanzministerium 100 Prozent der Aktien. Das Gründungsdekret vom 9. Oktober 2020 erteilte ITA unter anderem das Recht, Teile von in Liquidation befindlichen italienischen Fluggesellschaften zu erwerben, was sich offenkundig auf Alitalia bezog, von der unter anderem Flugzeuge und die Markenrechte erworben wurden. Nachdem Alitalia am 14. Oktober 2021 ihren Flugbetrieb eingestellt hatte, begann ITA Airways den Flugbetrieb am folgenden Tag mit einem Flug von Mailand-Linate nach Bari.

### Entwicklung seit 2022
Am 31. August 2022 vereinbarte das italienische Finanzministerium exklusive Verhandlungen über einen Mehrheitsanteil an der Airline mit dem US-Finanzinvestor Certares, hinter dem Air France-KLM und Delta Air Lines stehen, nachdem bereits das Konsortium Lufthansa/MSC Cruises (Aufteilung der Anteile auf 20 % Lufthansa und 60 % MSC Cruises) und die US-amerikanische Private-Equity-Gesellschaft Indigo Partners Interesse an einer Übernahme gezeigt hatten. Am 31. Oktober 2022 teilte das italienische Wirtschaftsministerium mit, dass die exklusiven Verhandlungen mit Certares nicht verlängert werden. Mitte November teilte MSC dann mit, dass man kein Interesse mehr an einer Übernahme habe. Ende November wurde dann bekannt, dass die italienische Regierung einen Verkauf an die Lufthansa und die italienische Staatsbahn Ferrovie dello Stato Italiane (FS) erwäge. Dabei wären die Anteile auf 51 % Lufthansa, 29 % FS und 20 % Staat aufgeteilt.
Am 25. Mai 2023 wurde der Abschluss der Übernahmegespräche zwischen der Lufthansa Group und dem italienischen Finanzministerium bekannt gegeben. Im Rahmen einer Kapitalerhöhung von 325 Millionen Euro übernimmt die Lufthansa zunächst 41 % der Anteile von ITA Airways. In einem zweiten Schritt wird der Anteil der Lufthansa Group an ITA Airways auf 90 % erhöht. Bis 2033 kann die komplette Übernahme für insgesamt 829 Millionen Euro abgeschlossen werden. Im Januar 2024 gab die Europäische Kommission bekannt, dass sie eine „eingehende Prüfung“ des geplanten Erwerbs von Anteilen an der ITA durch die Lufthansa Group eingeleitet habe. Im Mittelpunkt der Bedenken der Wettbewerbshüter stehen demnach insbesondere die Nordamerika-Routen, die durch die Lufthansa Group und ihre Star-Alliance-Partner United Airlines und Air Canada angeboten würden.
Am 3. Juli 2024 stimmte die EU-Kommission der ITA-Übernahme durch Lufthansa unter Auflagen zu. Nach Erfüllung der Auflagen und der endgültigen Genehmigung durch die EU-Kommission im November 2024 wurden am 17. Januar 2025 41 Prozent der Anteile übernommen. Optionen für den Erwerb der verbleibenden Anteile wurden vereinbart, sie können ab 2025 ausgeübt werden.
Am 15. Januar 2025 übernahm der ehemalige Vorstandsvorsitzende der Air Dolomiti, Jörg Eberhart, die Leitung von ITA Airways. Eberhart lebt seit langer Zeit in Italien, spricht die Landessprache fließend und lehrt an der Technischen Universität Mailand Luftverkehrsmanagement.

## Flugziele

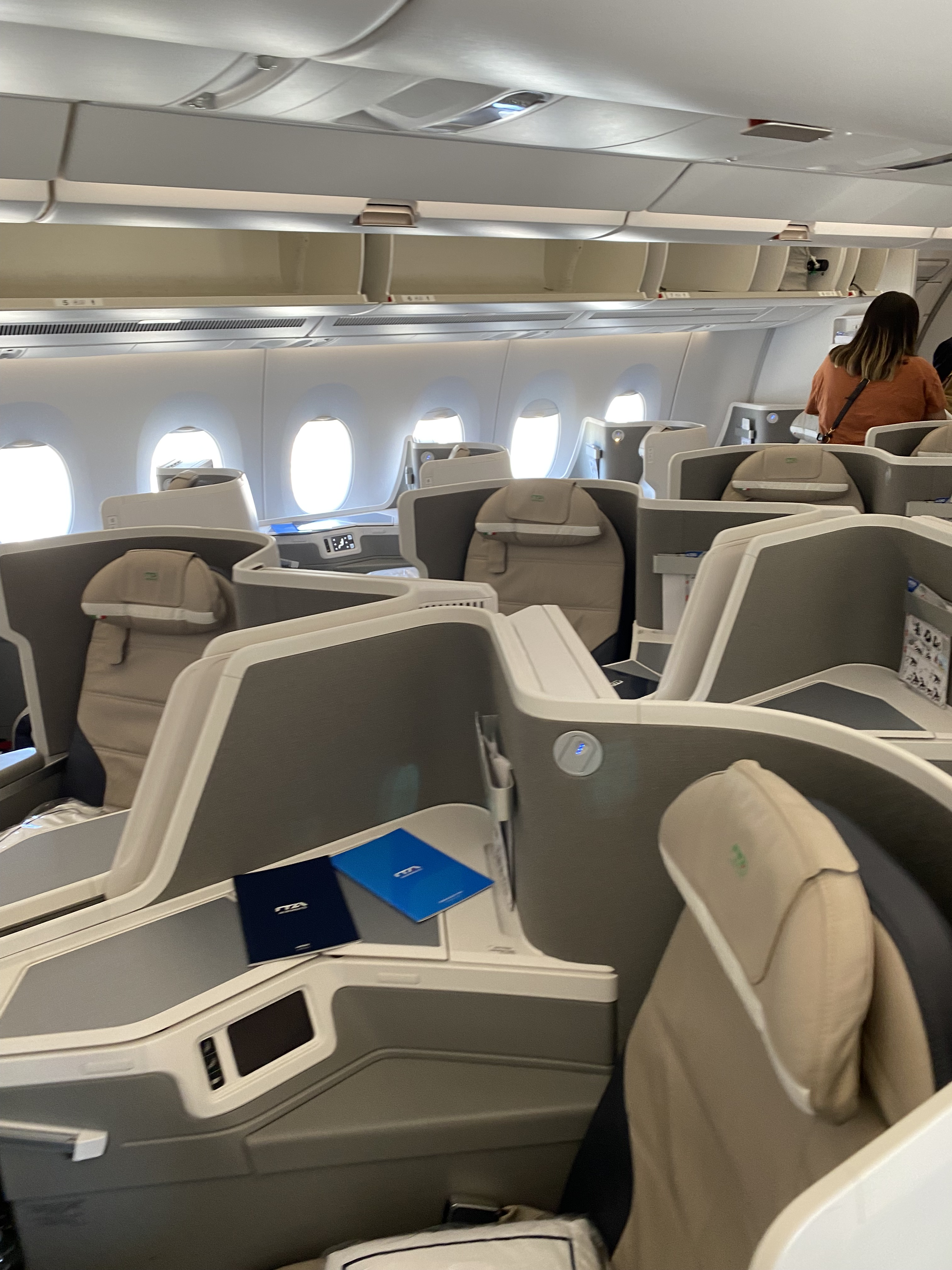
Business Class eines Airbus A350-900 der ITA Airways

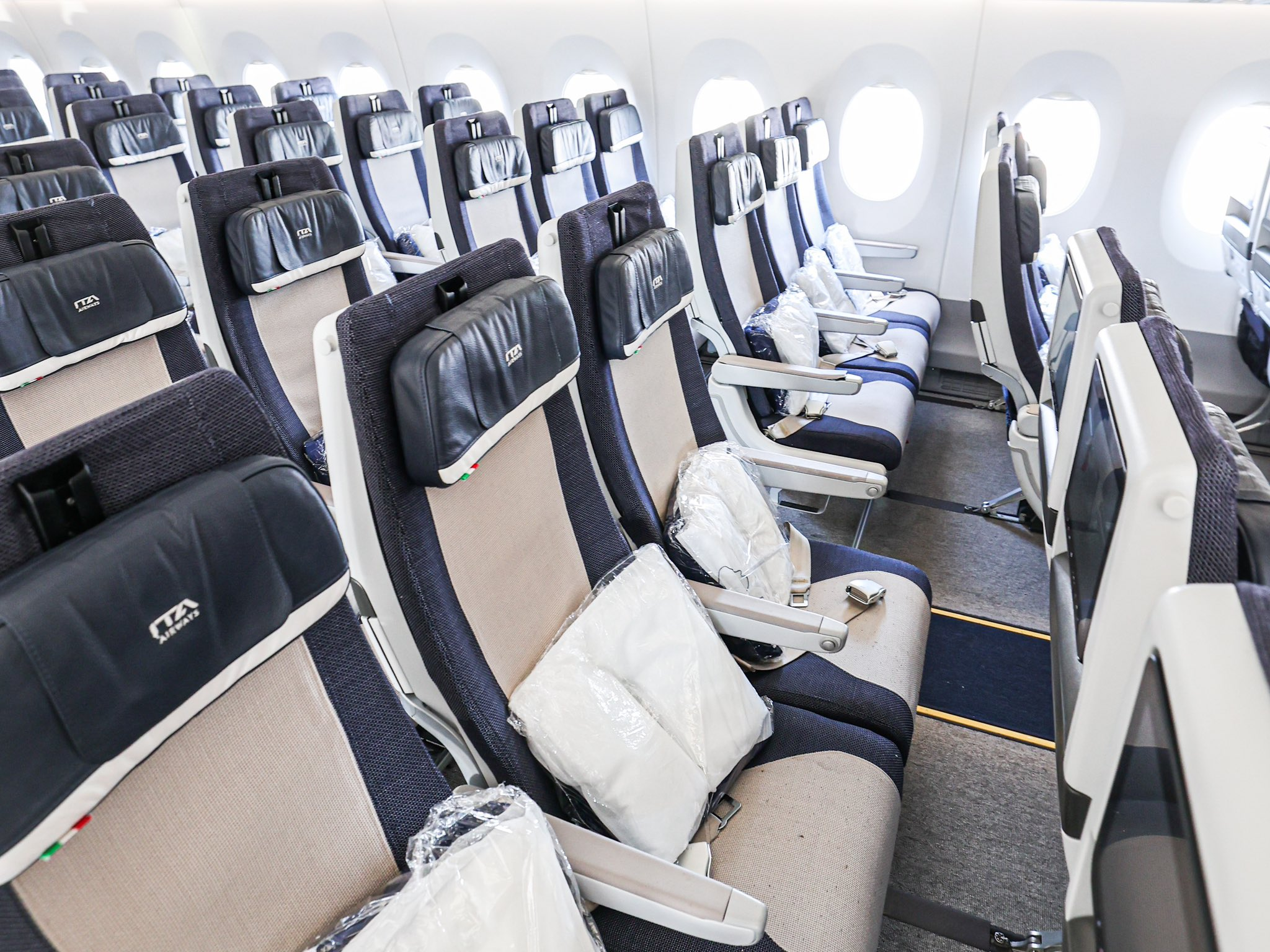
Economy Class eines Airbus A350-900 der ITA Airways

ITA Airways bedient mit Stand März 2023 Ziele in Italien, dem übrigen Europa, Afrika, Nord-, Mittel- und Südamerika sowie Asien. Bis 2025 soll das Angebot auf 74 Ziele über 89 Flugstrecken anwachsen.
ITA Airways betreibt zwei Drehkreuze: Mailand-Linate und Rom-Fiumicino. Von Mailand-Linate aus bedient die Fluggesellschaft vor allem italienische, aber auch europäische Ziele. Von Rom-Fiumicino werden nationale, europäische und interkontinentale Ziele angeboten.
Im deutschsprachigen Raum werden in Deutschland Düsseldorf, Frankfurt a. M., Hamburg, Stuttgart und München bedient. Weitere Ziele befinden sich mit Genf und Zürich in der Schweiz.

### Codesharing
ITA Airways ist bis Ende April 2025 Mitglied der globalen Luftfahrtallianz SkyTeam. Zudem bestehen aktuell Codeshare-Abkommen mit folgenden Fluggesellschaften (Stand März 2025):
- Aerolineas Argentinas
- Aeroméxico
- airBaltic
- Air Corsica
- Air Dolomiti
- Air Europa
- Air France
- Air Serbia
- All Nippon Airways
- Austrian Airlines
- Avianca
- Azul Linhas Aéreas
- Bulgaria Air
- Brussels Airlines
- China Airlines
- China Eastern Airlines
- Croatia Airlines
- Delta Air Lines
- Emirates
- Ethiopian Airlines
- Etihad Airways
- Garuda Indonesia
- Hainan Airlines
- Kenya Airways
- KLM
- KM Malta Airlines
- Korean Air
- Kuwait Airways
- Lufthansa
- Luxair
- Middle East Airlines
- Pegasus Airlines
- Royal Air Maroc
- Royal Jordanian
- SAS Scandinavian Airlines
- Saudi Arabian Airlines
- Swiss
- TAP Air Portugal
- TAROM
- Turkish Airlines
- Vietnam Airlines
- Virgin Atlantic Airways
- Xiamen Air

## Flotte
Am 30. September 2021 kündigte die Fluggesellschaft an, sie habe mit Airbus eine Absichtserklärung über den Kauf von 28 neuen Flugzeugen unterzeichnet. Die Bestellung von zehn Airbus A330neo, sieben A220 sowie elf Maschinen der A320neo-Familie wurde am 1. Dezember 2021 bestätigt.
Auch hat die Fluggesellschaft eine Vereinbarung mit Air Lease Corporation über das Leasing von 31 Airbus-Jets geschlossen. Enthalten sind Airbus A350, A330neo, A220, A320neo und A321neo.
Stand Januar 2025 betreibt die ITA eine Flotte von 98 Flugzeugen, darunter 22 Großraumflugzeuge und 76 Schmalrumpfflugzeuge. Ab dem zweiten Quartal 2022 begann die schrittweise Aufnahme von Flugzeugen der neuen Generation in die Flotte. Ende 2025 soll die Flotte 105 Flugzeuge umfassen, darunter 23 Großraumflugzeuge und 82 Schmalrumpfflugzeuge und zu 75 % aus Flugzeugen der neuen Generation bestehen.

### Aktuelle Flotte
Mit Stand April 2025 besteht die Flotte der ITA aus 99 Flugzeugen mit einem Durchschnittsalter von 6,2 Jahren:
| Flugzeugtyp        | Anzahl | bestellt | Anmerkungen   | Sitzplätze (First/Business/Eco+/Eco)    | Durchschnittsalter |
| ------------------ | ------ | -------- | ------------- | --------------------------------------- | ------------------ |
| Airbus A220-100    | 12     | 0        | zwei inaktiv  | 135 (-/var./-/var.)                     | 00,7 Jahre         |
| Airbus A220-300    | 12     | 07       | zwei inaktiv  | 148 (-/var./-/var.) 149 (-/var./-/var.) | 01,6 Jahre         |
| Airbus A319-100    | 10     | 0        |               | 144 (-/var./-/var.)                     | 16,5 Jahre         |
| Airbus A320-200    | 17     | 0        | einer inaktiv | 174 (-/var./-/var.) 180 (-/var./-/var.) | 15,8 Jahre         |
| Airbus A320neo     | 19     | 0        | drei inaktiv  | 180 (-/var./-/var.)                     | 01,6 Jahre         |
| Airbus A321LR      | 07     | 02       |               | 165 (-/12/12/141)                       | 01,1 Jahre         |
| Airbus A330-200    | 05     | 0        |               | 256 (-/20/17/219)                       | 13,6 Jahre         |
| Airbus A330-900neo | 11     | 07       | einer inaktiv | 291 (-/30/24/237)                       | 01,4 Jahre         |
| Airbus A350-900    | 06     | 0        |               | 334 (-/33/-/301)                        | 05,4 Jahre         |
| Gesamt             | 99     | 16       |               |                                         | 06,2 Jahre         |

Flugzeuge der ITA Airways
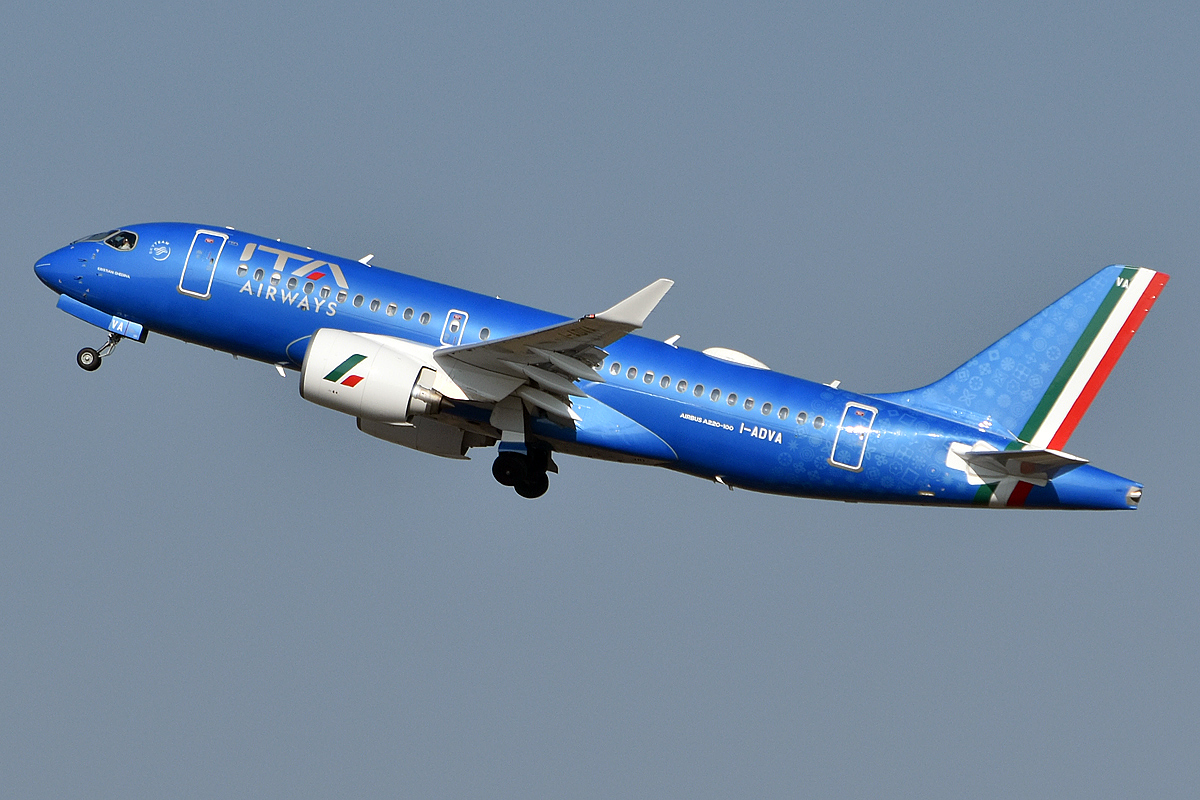
Airbus A220-100
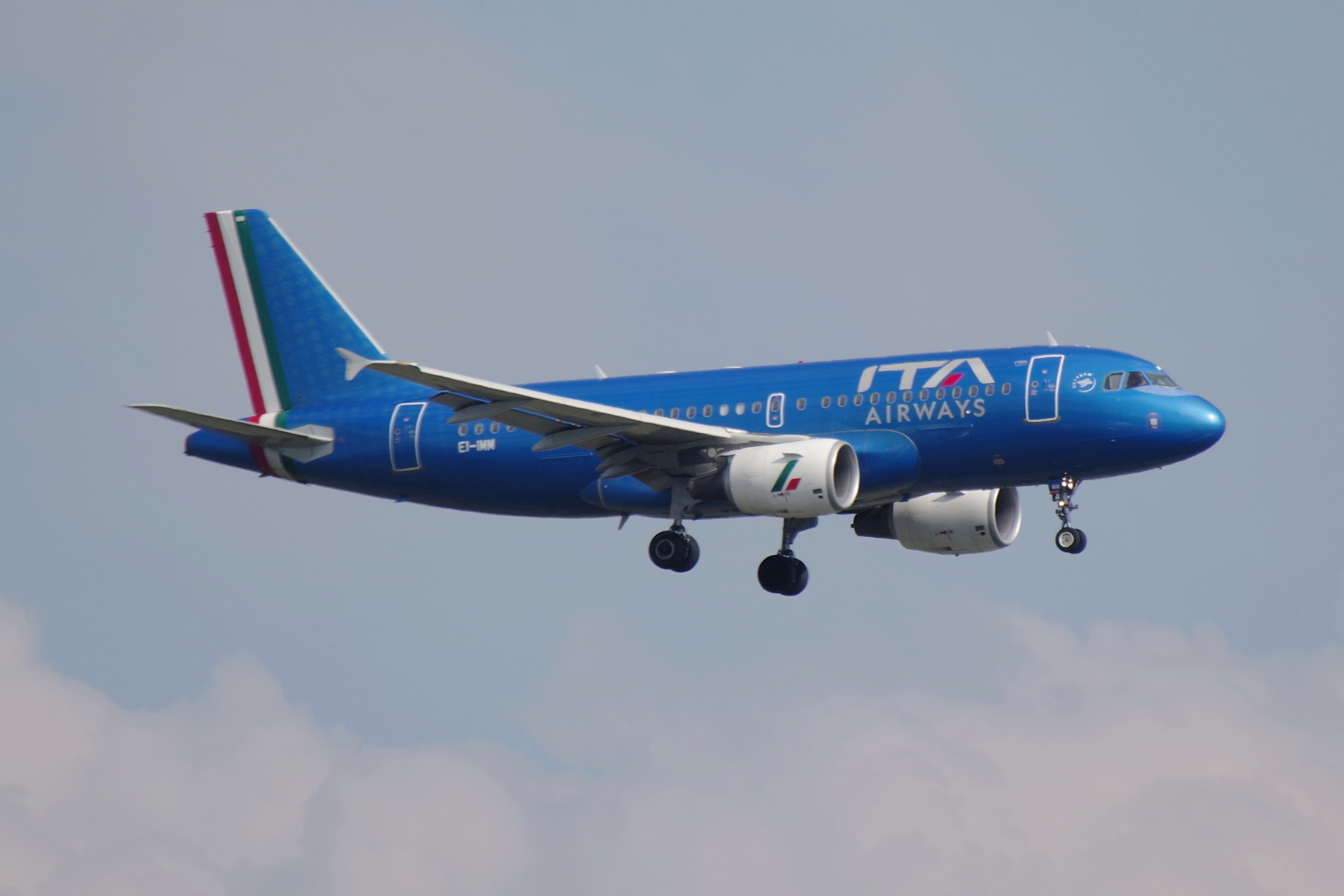
Airbus A319-100
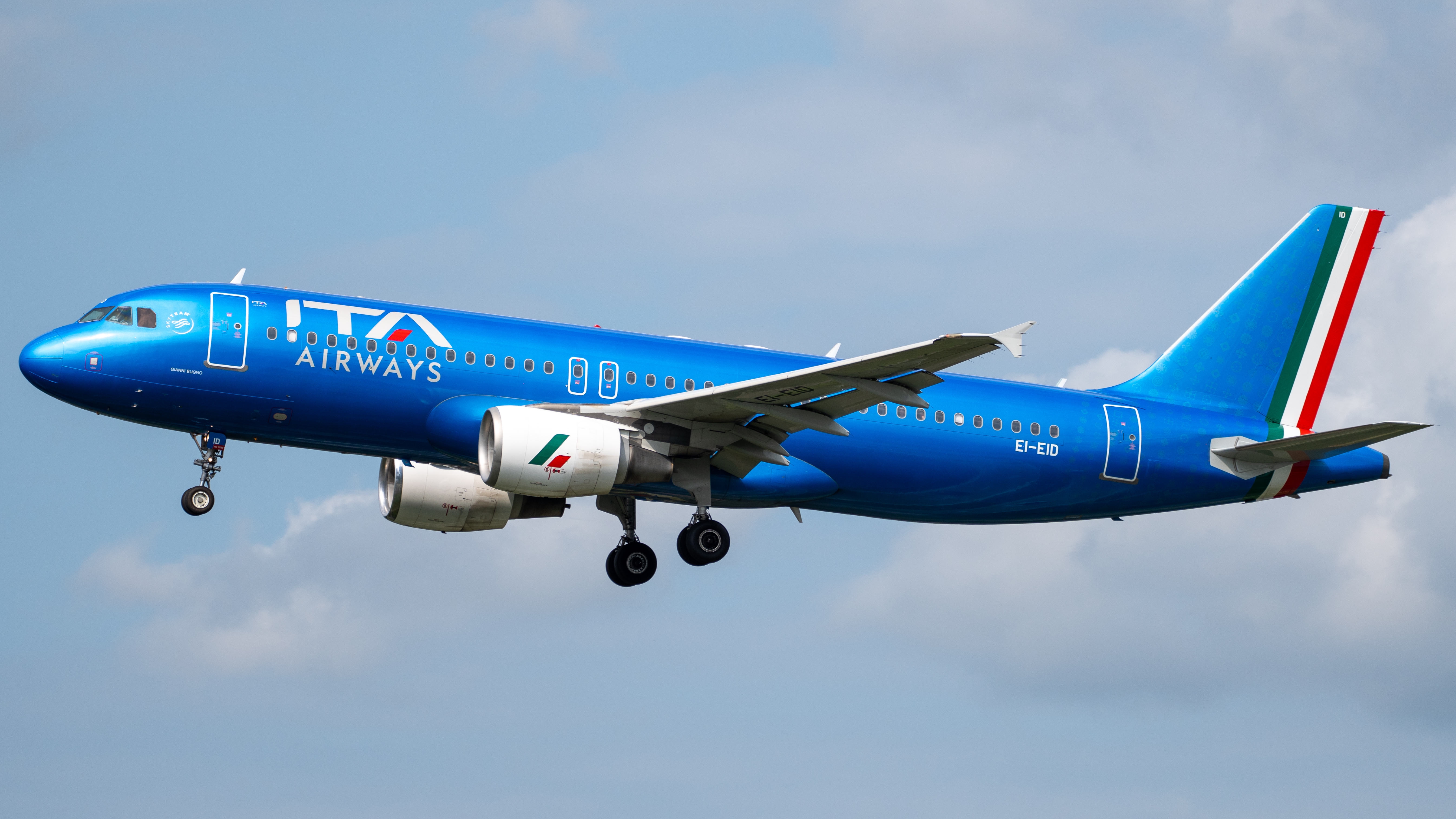
Airbus A320-200
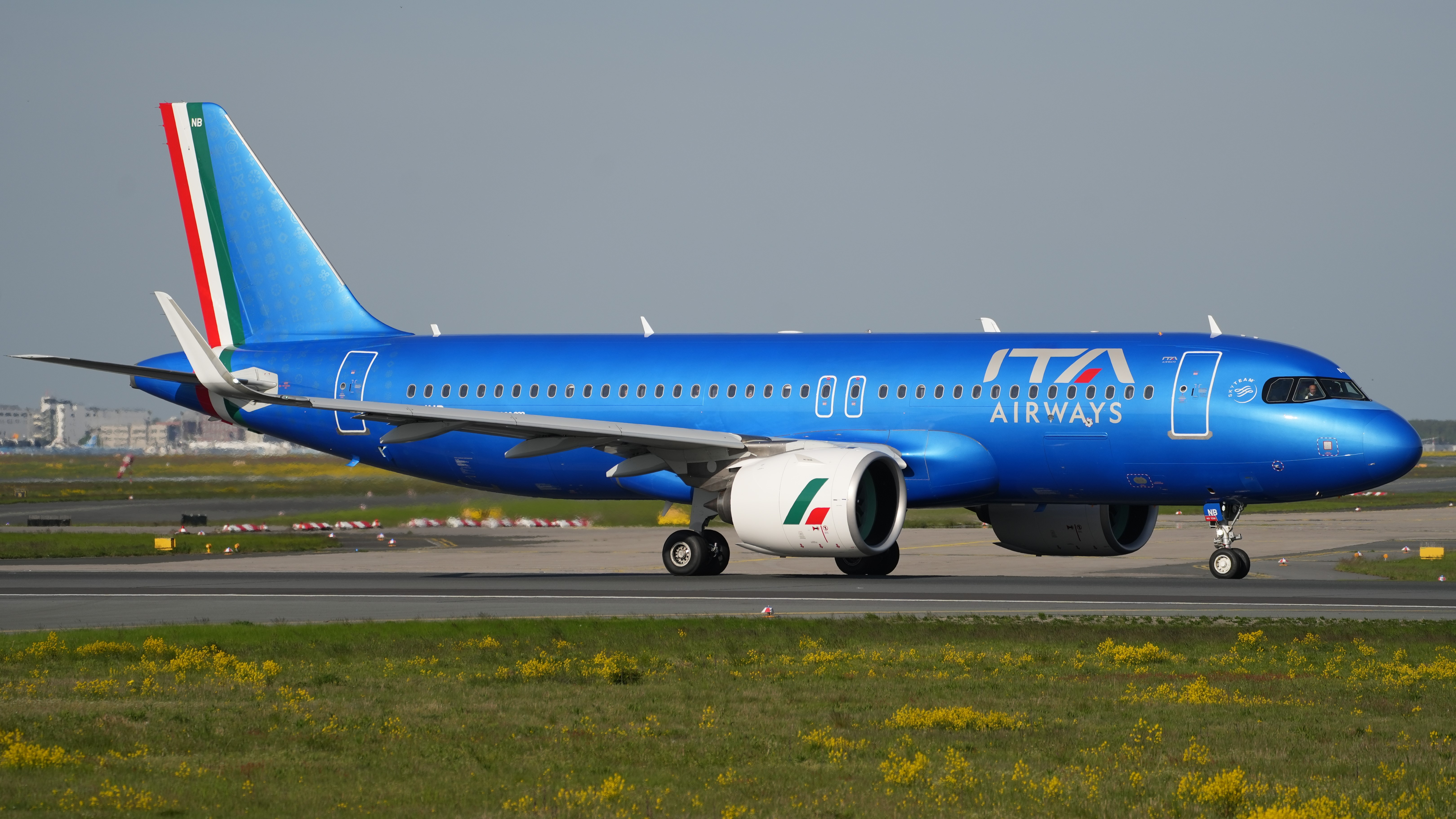
Airbus A320neo
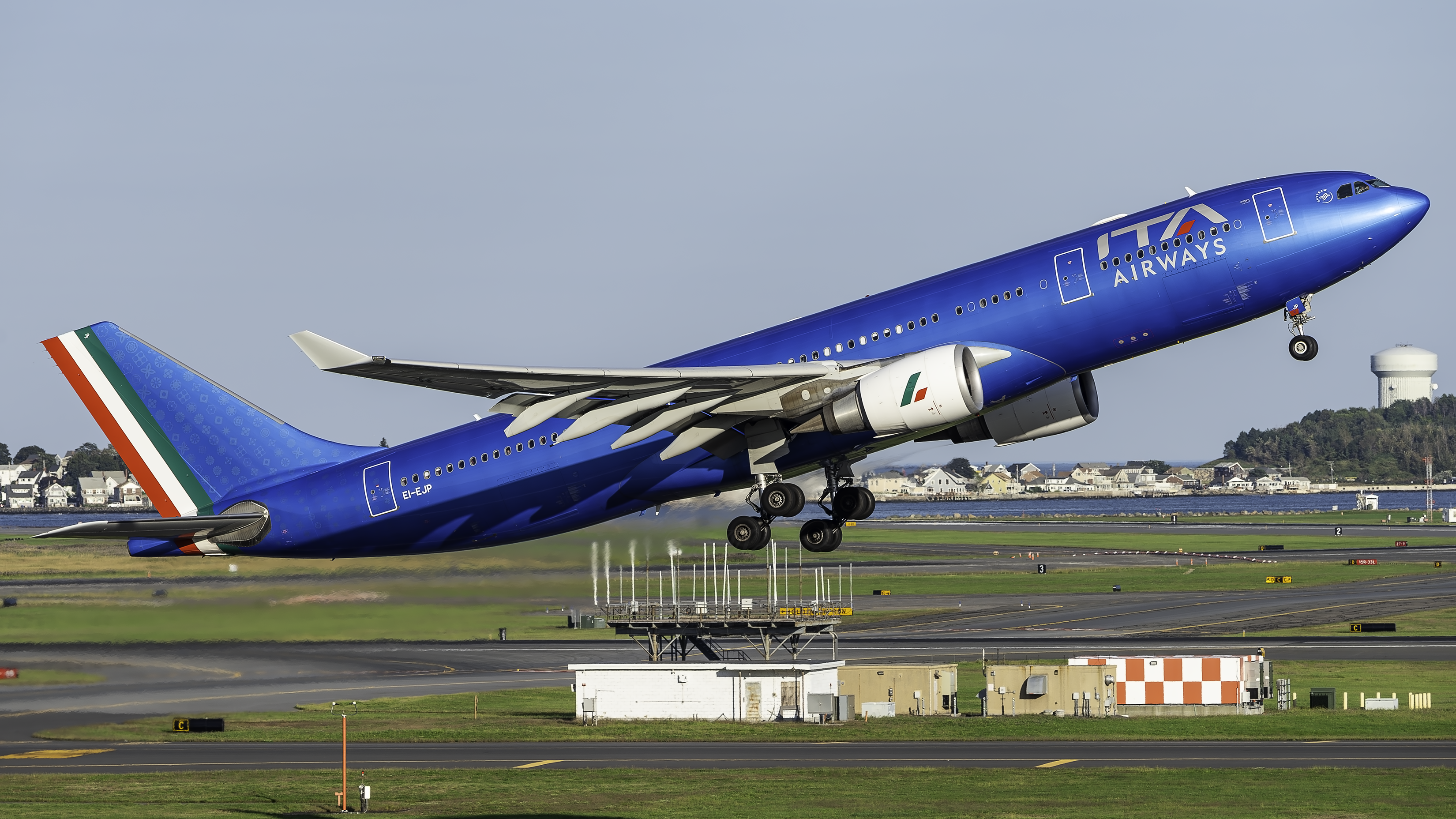
Airbus A330-200
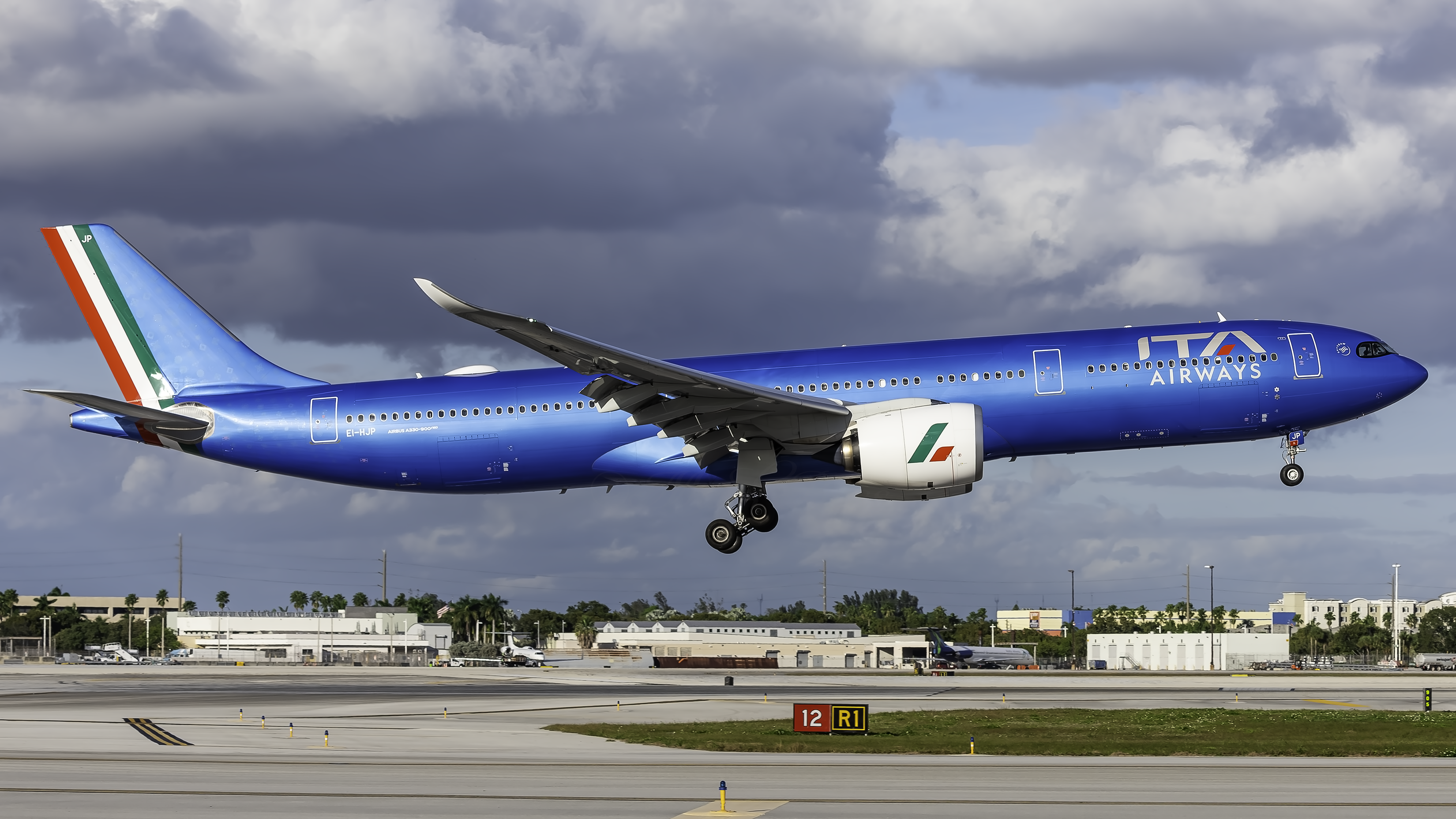
Airbus A330-900neo

## Logo und Bemalung
Am 15. Oktober 2021 wurde das firmeneigene Design, inklusive Logo und Bemalung, vorgestellt. Das Logo besteht aus den Initialen ITA der Fluggesellschaft in Dunkelgrün und einem roten Begleitstrich im „A“ des Schriftzuges, an der Stelle eines A-Balkens, womit mit dem weißen Hintergrund die Flaggenfarben Italiens entstehen. Zudem trägt das Logo den Zusatz „Airways“, nachdem sich die Airline entschieden hatte, einen eigenen Markenauftritt zu wählen.
Die Bemalung setzt sich aus einem azurblauen Rumpf (vgl. Savoyenblau) mit der Aufschrift „ITA Airways“ in der Farbe Weißgold, der italienischen Trikolore auf dem Seitenleitwerk und weißen Triebwerken mit stilisierter italienischer Flagge zusammen. Ein Airbus A320-200 trägt den Schriftzug „Born in 2021“ auf weißem Rumpf. Aufgrund der Übernahme zahlreicher Flugzeuge der Alitalia gab es Ende 2024 noch zwei A320ceo und einen A319 in der Bemalung des ehemaligen Flag-Carriers. Nach deren Ausmusterung wird die Marke auf azurblauen Flugzeugen der ITA Airways mit dem Slogan „Inspired by Alitalia“ weiter verwendet, bis zu einer definitiven Entscheidung über die künftige Nutzung des Markennamens. Auch in Italien ist bei Nichtbenutzung der Verfall der Markenrechte vorgesehen.

Sonderbemalungen
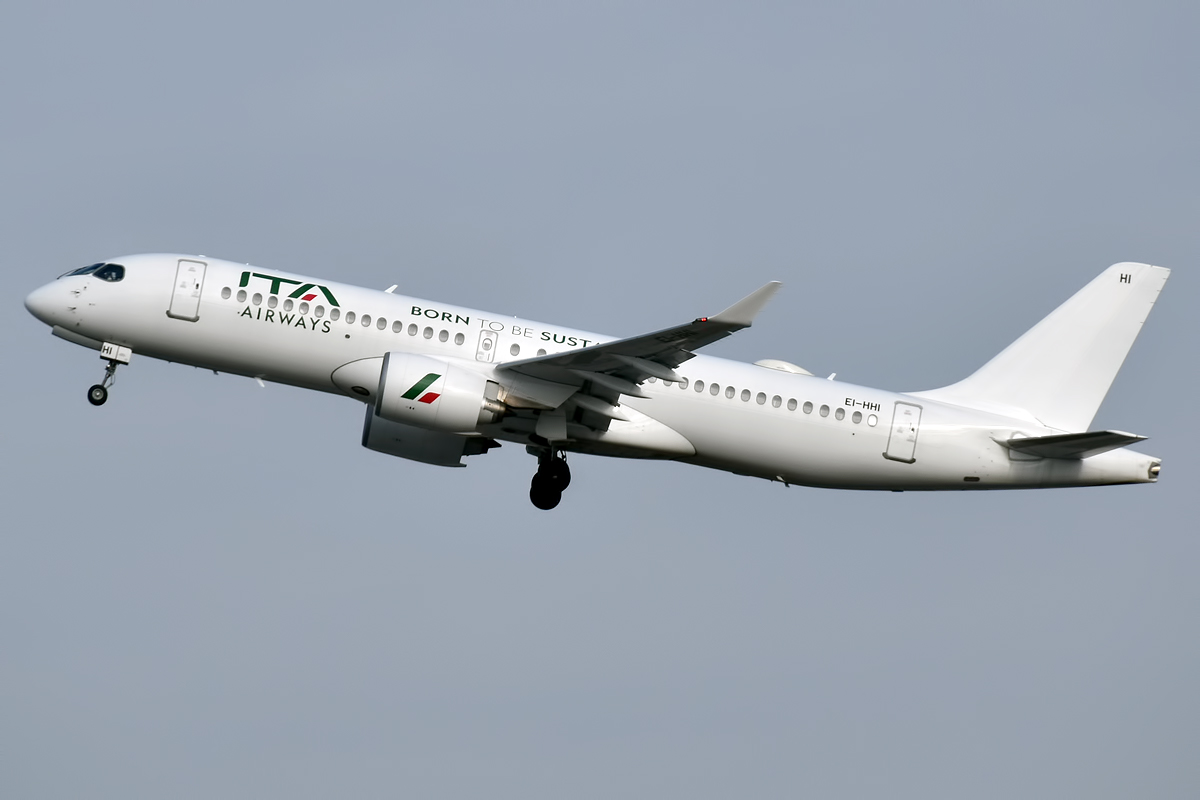
ITA Airways Airbus A220-300 (Born to be Sustainable)
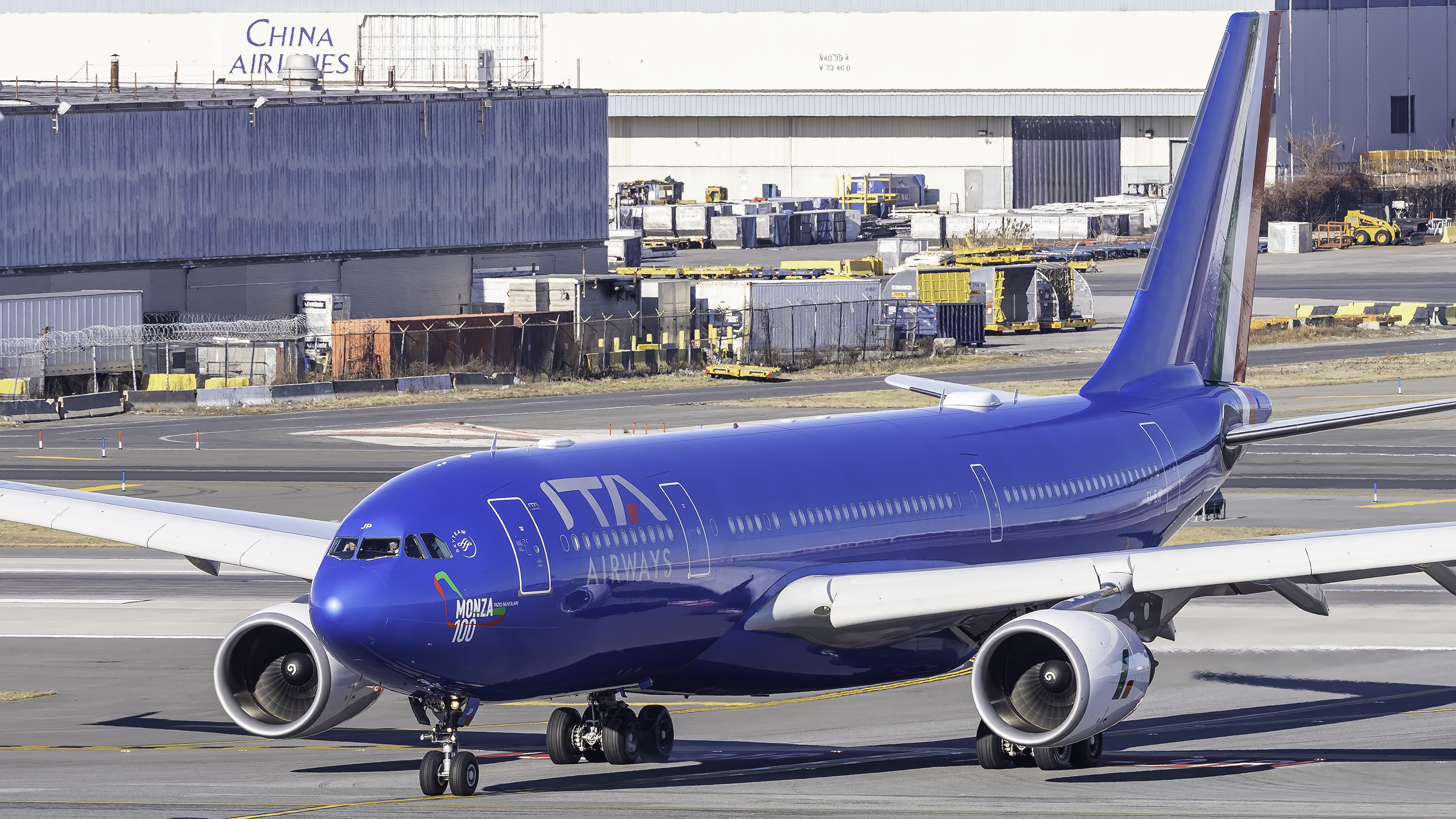
ITA Airways Airbus A330-200 (Monza 100 Tazio Nuvolari)
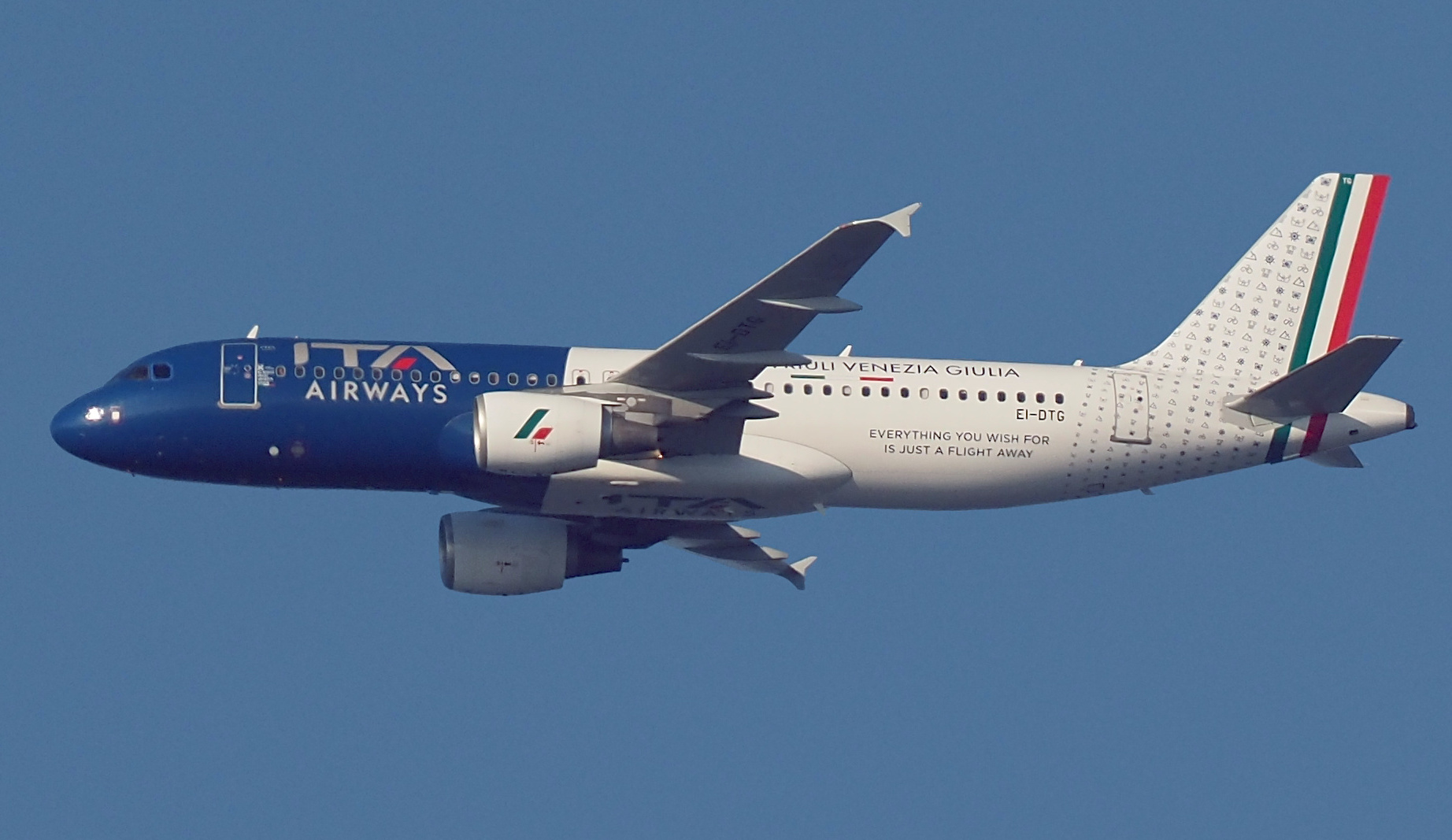
ITA Airways Airbus A320-200 (Friuli Venezia Giulia)

## Vielfliegerprogramm
ITA Airways gründete das hauseigene Vielfliegerprogramm Volare, nachdem eine Weiterführung des Programms MilleMiglia der Alitalia von der Europäischen Kommission untersagt wurde.

## Trivia
- Die Hinflüge bei den Auslandsreisen des Papstes wurden meist von Alitalia durchgeführt. Die Maschinen wurden hierfür meist als Charter eingesetzt und trugen das Rufzeichen „Shepherd One“, was „Hirte Eins“ bedeutet.[43] Diese Aufgabe wird von ITA Airways weitergeführt, beginnend mit der Auslandsreise des Papstes nach Zypern am 2. Dezember 2021.[44]